# Tour des Alpes-Maritimes
Il Tour des Alpes-Maritimes è una corsa a tappe di ciclismo su strada che si disputa nella regione della Provenza, nel sud della Francia, ogni anno in febbraio. Dal 2005 fa parte del calendario dell'UCI Europe Tour, classe 2.1.

## Storia
Dal 1969, anno della prima edizione vinta dal francese Raymond Poulidor, al 2008, quando l'italiano Davide Rebellin è tornato alla vittoria in questa corsa dopo ben nove anni, il Tour de Haut-Var si è svolto come corsa in linea. Nel 2009 la corsa è divenuta una breve corsa dalla durata di due tappe (tre nell'edizione 2019), la cui prima edizione fu vinta dal francese Thomas Voeckler.
Nel 2020 il Tour du Haut-Var ha cambiato nome diventando Tour des Alpes-Maritimes et du Var diventando stabilmente una corsa a tappe su tre giorni. Dopo quattro edizioni gli organizzatori hanno deciso di scindere la corsa e creare una corsa in linea denominata Classic Var da correre il venerdì, e una breve corsa a due tappe denominata Tour des Alpes-Maritimes da correre il sabato e la domenica successivi.

## Albo d'oro
Aggiornato all'edizione 2025.
| Anno                               | Vincitore               | Secondo                | Terzo                  |
| Nice-Seillans                      |                         |                        |                        |
| ---------------------------------- | ----------------------- | ---------------------- | ---------------------- |
| 1969                               | Raymond Poulidor        | Willy Monty            | Albert Van Vlierberghe |
| 1970                               | René Grelin             | Wladimiro Panizza      | Roberto Poggiali       |
| 1971                               | Désiré Letort           | Bernard Labourdette    | Jean-Pierre Parenteau  |
| 1972                               | Frans Verbeeck          | Jean-Claude Genty      | Pierre Rivory          |
| 1973                               | Joop Zoetemelk          | Roger Rosiers          | Luis Ocaña             |
| 1974                               | Gerben Karstens         | Georges Talbourdet     | José Catieau           |
| Draguignan-Seillans                |                         |                        |                        |
| 1975                               | Raymond Delisle         | Miguel María Lasa      | Patrick Perret         |
| Seillans-Draguignan                |                         |                        |                        |
| 1976                               | Frans Verbeeck          | Jan Raas               | André Chalmel          |
| Tour du Haut-Var                   |                         |                        |                        |
| 1977                               | Bernard Thévenet        | Henk Lubberding        | Johan De Muynck        |
| 1978                               | Freddy Maertens         | Joop Zoetemelk         | Jean-Luc Vandenbroucke |
| 1979                               | Joop Zoetemelk          | Jean Chassang          | Jean-René Bernaudeau   |
| 1980                               | Pascal Simon            | Sean Kelly             | Guy Sibille            |
| 1981                               | Jacques Bossis          | Francis Castaing       | Jean-Luc Vandenbroucke |
| 1982                               | Sean Kelly              | Francis Castaing       | Paul Sherwen           |
| 1983                               | Joop Zoetemelk          | Stephen Roche          | Kim Andersen           |
| 1984                               | Éric Caritoux           | Robert Millar          | Pascal Simon           |
| 1985                               | Charly Mottet           | Éric Caritoux          | Steve Bauer            |
| 1986                               | Pascal Simon            | Marc Madiot            | Dag Otto Lauritzen     |
| 1987                               | Rolf Gölz               | Ronan Pensec           | Martin Earley          |
| 1988                               | Luc Roosens             | Sean Kelly             | Étienne De Wilde       |
| 1989                               | Gérard Rué              | Roland Leclerc         | Luc Roosen             |
| 1990                               | Luc Leblanc             | Claude Criquielion     | Alberto Elli           |
| 1991                               | Éric Caritoux           | Étienne De Wilde       | Wim Van Eynde          |
| 1992                               | Gérard Rué              | Fabian Jeker           | Frédéric Moncassin     |
| 1993                               | Thierry Claveyrolat     | Fabian Jeker           | Gérard Guazzini        |
| 1994                               | Laurent Brochard        | Eddy Seigneur          | Ronan Pensec           |
| 1995                               | Marco Lietti            | Luca Scinto            | Giuseppe Guerini       |
| 1996                               | Bruno Boscardin         | Léon van Bon           | Tristan Hoffman        |
| 1997                               | Rodolfo Massi           | Richard Virenque       | Laurent Jalabert       |
| 1998                               | Laurent Jalabert        | Pascal Chanteur        | Emmanuel Magnien       |
| 1999                               | Davide Rebellin         | Beat Zberg             | Christophe Bassons     |
| 2000                               | Daniele Nardello        | Andrej Kivilëv         | Davide Rebellin        |
| 2001                               | Daniele Nardello        | Nicolaj Bo Larsen      | Davide Rebellin        |
| 2002                               | Laurent Jalabert        | Aleksandr Vinokurov    | Robbie McEwen          |
| 2003                               | Sylvain Chavanel        | Samuel Sánchez         | Andrej Kivilëv         |
| 2004                               | Marc Lotz               | Dmitrij Fofonov        | Stijn Devolder         |
| 2005                               | Philippe Gilbert        | Ruggero Marzoli        | Cédric Vasseur         |
| 2006                               | Leonardo Bertagnolli    | Pietro Caucchioli      | Jurgen Van De Walle    |
| 2007                               | Filippo Pozzato         | Simon Gerrans          | Ricardo Serrano        |
| 2008                               | Davide Rebellin         | Rinaldo Nocentini      | Aleksandr Bočarov      |
| 2009                               | Thomas Voeckler         | David Moncoutié        | Jussi Veikkanen        |
| 2010                               | Christophe Le Mével     | Bert De Waele          | Julien El Fares        |
| 2011                               | Thomas Voeckler         | Julien Antomarchi      | Rinaldo Nocentini      |
| 2012                               | Jonathan Tiernan-Locke  | Julien El Fares        | Julien Simon           |
| 2013                               | Arthur Vichot           | Lars Boom              | Laurens ten Dam        |
| 2014                               | Carlos Alberto Betancur | Samuel Dumoulin        | Amaël Moinard          |
| 2015                               | Ben Gastauer            | Philippe Gilbert       | Jonathan Hivert        |
| 2016                               | Arthur Vichot           | Jesús Herrada          | Diego Ulissi           |
| 2017                               | Arthur Vichot           | Julien Simon           | Romain Hardy           |
| 2018                               | Jonathan Hivert         | Alexis Vuillermoz      | Rudy Molard            |
| 2019                               | Thibaut Pinot           | Romain Bardet          | Hugh Carthy            |
| Tour des Alpes-Maritimes et du Var |                         |                        |                        |
| 2020                               | Nairo Quintana          | Romain Bardet          | Richie Porte           |
| 2021                               | Gianluca Brambilla      | Michael Woods          | Bauke Mollema          |
| 2022                               | Nairo Quintana          | Tim Wellens            | Guillaume Martin       |
| 2023                               | Kévin Vauquelin         | Aurélien Paret-Peintre | Neilson Powless        |
| Tour des Alpes-Maritimes           |                         |                        |                        |
| 2024                               | Benoît Cosnefroy        | Vincenzo Albanese      | Aurélien Paret-Peintre |
| 2025                               | Christian Scaroni       | Santiago Buitrago      | Lenny Martinez         |